# Petru Dumitru Pop
Petru Dumitru Pop (n. 6 iunie 1937) este un deputat român în legislatura 1990-1992, ales în județul Mureș pe listele partidului PUNR.